# In Paradisum (album)
In Paradisum è l'album di debutto e unico album della power band Symfonia formata dal Mastermind Timo Tolkki, distribuito il 25 marzo 2011 in Giappone e il 1º aprile 2011 in Europa.

## Tracce
Tutte le canzoni sono state scritte da Timo Tolkki e Andre Matos.
1. Fields of Avalon - 5:09
2. Come by the Hills - 5:01
3. Santiago - 5:54
4. Alayna - 6:17
5. Forevermore - 5:34
6. Pilgrim Road - 3:37
7. In Paradisum - 9:35
8. Rhapsody in Black - 4:34
9. I Walk in Neon - 5:44
10. Don't Let Me Go - 3:56
11. I'll Find My Way Home (Japanese Bonus track) - 4:44

## Formazione
Band
- Andre Matos - voce
- Timo Tolkki - chitarra, produzione, missaggio
- Jari Kainulainen - basso
- Mikko Härkin - tastiera
- Uli Kusch - batteria

Altre collaborazioni
- Giovanni Nebbia - missaggio, editing, ingegneria - mix ingegneria su I'll Find My Way Home ( Japanese Bonus track)
- Maor Appelbaum - mastering